# 托比亞斯·卡姆克
托比亞斯·卡姆克（Tobias Kamke，1986年5月21日—），是一位德國職業網球運動員。於2005年轉為職業選手。

## 職業生涯

### 2008
溫布頓網球錦標賽，卡姆克在會外賽最後一輪出局，不過由於有人退賽，而他作為幸運輸球者首次參加會內賽，不過仍在第一輪遭到義大利安德烈亞斯·塞皮淘汰出局。

### 2010
溫布頓網球錦標賽，擊敗第7種子尼古莱·达维登科以及31號種子維克托·哈內斯庫而打進第三輪，不過在第三輪遭到若-威尔弗里德·特松加而淘汰出局，不過仍創出大滿貫最佳成績。

## 外部連結
- 托比亞斯·卡姆克（英文/西班牙文）的官方資料
- 托比亞斯·卡姆克的國際網球總會 職業／青少年 官方資料（英文）
- 托比亞斯·卡姆克的官方資料（英文）

| 獎項            | 獎項                     | 獎項          |
| --------------- | ------------------------ | ------------- |
| 前任： 塞瓦略斯 | ATP年度世界最佳新秀 2010 | 繼任： 拉奧歷 |